# Província de José Manuel Pando

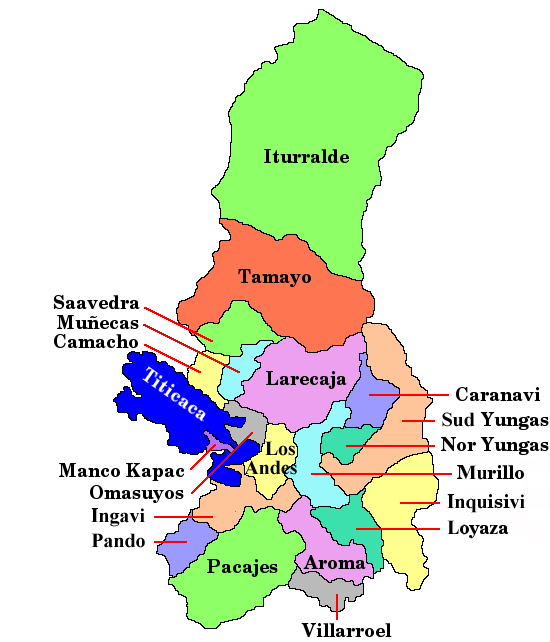
Les províncies del Departament de La Paz

La província de José Manuel Pando és una de les 20 províncies del Departament de La Paz a Bolívia. La seva capital és Santiago de Machaca.